# Émerson Ferreira da Rosa
Emerson Ferreira da Rosa, brazilski nogometaš, * 4. april 1976, Pelotas, Rio Grande do Sul, Brazilija
Profesionalno kariero je v domovini pričel v Gremio leta 1994, med letoma 1997 in 2000 pa je bil nato član Bayer Leverkusna. Ob prelomu tisočletja je prestopil v Romo, kjer je ostal do leta 2004.
Emerson je bil tudi standardni igralec brazilske nogometne reprezentance, za katero je nastopil na dveh Svetovnih prvenstvih (1998, 2006).